# 1922 en Finlande
Chronologie de la Finlande
- 1918
- 1919
- 1920
- 1921
- 1922
- 1923
- 1924
- 1925
- 1926

Cette page concerne les évènements survenus en 1922 en Finlande  :

## Évènement
- 6 novembre 1921-9 janvier 1922 : Soulèvement de la Carélie orientale (en).
- 2 février : Mutinerie du porc (en), un groupe de membres de la Garde rouge, grossièrement armés, franchit la frontière entre la Finlande et la Russie près de Salla et Savukoski.
- 2 juin-14 novembre : Gouvernement Cajander I
- 4 novembre 1922  : Début du gouvernement Kallio I (fin le 18 janvier 1924)
- 25 novembre 1922 : Lex Kallio (en) ou loi sur l'acquisition de terres à des fins de colonisation.

## Naissance
- Henrik Cederlöf (fi), historien.
- Kuuno Honkonen (fi), personnalité politique.
- Hilkka Koiso-Kanttila (fi), écrivaine pour enfants.
- Harri Nevanlinna (fi), médecin généticien.
- Ensio Siilasvuo, général.

## Décès
- Minette Donner (fi), philanthrope.
- Albert Kerttula (fi), acteur.
- Kustaa Killinen (fi), personnalité politique.
- Tilda Vuori (fi), actrice.